# Исмоилов, Нуриддин Муйдинхонович
Нуриддин Муйдинхонович Исмоилов (узб. Nuriddin Moʻydinxonovich Ismoilov; род. 20 января 1959 года, Наманганская область, Узбекская ССР, СССР) — узбекский юрист и государственный служащий, кандидат юридических наук. С 1995 года депутат Олий Мажлиса Республики Узбекистан. В 2015 году избран спикером Законодательной палаты Олий Мажлиса Республики Узбекистан.

## Биография
В 1980 году окончил Ташкентский государственный университет. В 1980—1985 годах работал на различных должностях в Наманганской областной прокуратуре. С 1985 по 1989 год был начальником Наманганского областного управления юстиции.
В 1995 году избран в Олий Мажлис Узбекистана I созыва. С 1995 по 2015 год — председатель Комитета по законодательству и судебным вопросам Олий Мажлиса. В 2001—2002 годах был руководителем экспертной группы по связям с органами законодательства и судебной власти Аппарата президента Республики Узбекистан. В период с 2001 по 2005 работал в Аппарате президента Республики Узбекистан на различных должностях. С 2002 по 2012 год возглавлял Комитет по законодательству и судебно-правовым вопросам Законодательной палаты Олий Мажлиса Республики Узбекистан. С 2012 года работал государственным советником президента Узбекистана по сотрудничеству с Олий Мажлисом, политическими и общественными организациями.
В декабре 2014 года избран в Законодательную палату Олий Мажлиса IV созыва. 12 января 2015 года он был избран председателем Законодательной палаты Узбекистана.

## Награды
- В 1999 удостоен медали «Шуҳрат», а в 2002 году получил орден «Дўстлик».
- Медаль «За укрепление парламентского сотрудничества» (16 ноября 2023 года, Межпарламентская ассамблея СНГ) — за особый вклад в развитие парламентаризма, укрепление демократии, обеспечение прав и свобод граждан в государствах — участниках Содружества Независимых Государств[5].